# Anopheles bwambae
Anopheles bwambae este o specie de țânțari din genul Anopheles, descrisă de White în anul 1985.
Este endemică în Uganda. Conform Catalogue of Life specia Anopheles bwambae nu are subspecii cunoscute.